# Amor ciego (película)
Amor ciego (título original: Shallow Hal) es una película estadounidense del género comedia romántica de 2001, protagonizada por Gwyneth Paltrow, Jack Black, y Jason Alexander. Fue dirigida por Peter y Bobby Farrelly y filmada en Charlotte, Carolina del Norte, también en Wachusett Mountain, Sterling y Princeton, Massachusetts.

## Argumento
Hal Larson (Jack Black) es un hombre superficial, cuya obsesión por la belleza física se interpone frente a la belleza interior de la mujer. Hal y su amigo igualmente superficial, Mauricio Wilson (Jason Alexander), pasan sus noches siendo rechazados por mujeres atractivas y fuera de su alcance en las discotecas.
Por un giro del destino, Hal queda atrapado en un ascensor con el famoso orador motivacional, Tony Robbins, quien después de hablar con Hal lo hipnotiza con el fin de que éste pueda ver la belleza interior manifestada físicamente en una persona. Hal, más tarde conoce y se enamora de Rosemary Shanahan (Gwyneth Paltrow), hija de Steve Shanahan (Joe Viterelli), el presidente de la compañía en la cual Hal trabaja. Rosemary es obesa, pero su amable y generosa personalidad hace que Hal la vea esbelta y hermosa. Rosemary está acostumbrada a ser ignorada por los hombres debido a su apariencia, inicialmente interpreta el interés de Hal en ella como una burla, pero comienza a salir con Hal, y se da cuenta de que sus sentimientos hacia ella son auténticos.
Mauricio , al ver los nuevos gustos de Hal en las mujeres, se preocupa cada vez más y convence a Robbins de que le diga la frase para deshacer la hipnosis. Mientras Hal está en una cita con Rosemary, Mauricio lo llama por teléfono y le dice la frase: "el Hal superficial quiere a una chica", que sirve para romper la hipnosis de Hal. Mauricio le confiesa a Hal la verdad acerca de la hipnoterapia de Robbins, pero Hal no cree esto hasta que se topa con Katrina (Brooke Burns), una mujer que inicialmente parecía hermosa para él debido a su belleza interior, pero Hal ahora la veía poco atractiva.
Hal comienza a evitar a Rosemary y se pone melancólico por no estar con su amada. Angustiado por no ver a la "verdadera" Rosemary, Hal acepta una invitación a cenar de su vecina, Jill (Susan Ward), con quien tuvo una vez una cita sin éxito. Juntos en un restaurante, Jill le dice a Hal que lo ha observado y ve la superación de su naturaleza superficial y que ella está interesada en salir con él ahora.
Sin embargo, Hal se da cuenta de que sus verdaderos sentimientos son para Rosemary, quien ha llegado casualmente al mismo restaurante con su familia y ve a Hal y Jill sentados juntos. Rosemary piensa lo peor y sale llorando. Al no reconocer a Rosemary, Hal pasa por al lado de ella, camino hacia el teléfono público. Irónicamente, al reafirmar sus sentimientos, Hal llama a Rosemary y ésta, confundida y angustiada, llama a Hal "psicópata" y efectivamente rompe con él.
Cinco días más tarde, Hal es castigado por el Sr. Shanahan en el trabajo, quien fríamente le informa que Ralph (Zen Gesner), jefe del Cuerpo de Paz y expareja de Rosemary, quiere tener una relación con ella. Hal intenta encontrar a Rosemary en el hospital en donde es voluntaria, pero se encuentra con una paciente, una joven llamada Cadence (Brianna Gardner). Anteriormente, debido a la hipnosis de Robbins, Hal vio a Cadence como una niña perfecta, ahora ve que tiene graves quemaduras en su cara. Hal se da cuenta de que no necesita la hipnosis para ver la belleza interior de las personas.
Rosemary decide abandonar el país para reunirse con el Cuerpo de Paz. Hal, en su búsqueda, se encuentra con Mauricio, quien le comenta que tenía sus propias razones para detener la hipnosis: Mauricio tiene una cola rudimentaria, su vergüenza, la que le ha impedido alguna vez acercarse a una mujer. Mauricio le confiesa que él estaba celoso de la felicidad de Hal y tiene miedo de iniciar relaciones con las mujeres.
Hal decide tratar de reconciliarse con Rosemary. Entonces, llega a la mansión Shanahan, donde hay una fiesta de despedida para Rosemary por su viaje con el Cuerpo de Paz. Rosemary inicialmente rechaza la presencia de Hal, pero luego acepta su disculpa cuando Hal le declara su amor por ella. Rosemary le informa a Hal que se va por 14 meses a las Islas Kiribati y le dice que no puede esperar tanto tiempo, así que decide ir con ella ya que anteriormente Hal se había inscripto como voluntario en el Cuerpo de Paz con Ralph.
Hal y Rosemary se reconcilian y son aplaudidos por la multitud mientras se besan. Hal trata de llevar a su novia en brazos hacia el auto, pero descubre que no puede levantarla, por lo que Rosemary lo lleva al coche en su lugar. A medida que se alejan, Mauricio conoce a una mujer que adora a los perritos y él le invita un trago, se dan media vuelta juntos, y se ve cómo Mauricio mueve su "colita", demostrando que está feliz.

## Reparto
- Gwyneth Paltrow como Rosemary Shanahan.
- Jack Black como Hal Larson.
- Jason Alexander como Mauricio Wilson.
- Joe Viterelli como Steve Shanahan.
- Jill Christine Fitzgerald como Sra. Shanahan.
- Tony Robbins como Tony Robbins.
- Steve Tyler como Camarero.
- Bruce McGill como Reverendo Larson.
- Molly Shannon como Sra. Mary Larson (sin acreditar).
- Sasha Neulinger como Joven Hal.
- Susan Ward como Jill.
- Rene Kirby como Walt.
- Kyle Gass como Artie.
- Brooke Burns como Katrina.
- Sayed Badreya como Dr. Sayed.
- Zen Gesner como Ralph.
- Ron Darling como Li'iBoy (atractivo).
- Joshua Shintani como Li'iBoy (poco atractivo).
- Sascha Knopf como Tanya (atractiva).
- Nan Martin como Tanya (poco atractiva).
- Mary Wigmore como Tiffany.
- Rob Moran como Tiffany (poco atractiva).
- Herb Flynn como Vagabundo #1.
- Michael Corrente como Vagabundo #2.
- Leslie DeAntonio como Helga.
- Sean Gildea como Papá en la piscina.
- Robby Johns como Niño en el árbol en la piscina.
- Hillary Matthews como la mujer con el perrito.
- Manon von Gerkan como Lindy.
- Brianna Gardner como Cadence.

## Producción
Los hermanos Farrelly admitieron que esta película era un poco diferente a algunas de sus comedias anteriores, pero como con todas sus películas les gusta que el público sienta una conexión con cada uno de los personajes. Amor Ciego era una película más emocional y los productores pasaron un montón de tiempo tratando de asegurarse de que no se presentara como una mera película tipo "bromas de gordos", pero que tiene un fuerte mensaje asociado a él.
Gwyneth Paltrow actuó ambos roles, Rosemary delgada y obesa, y tuvo que usar un traje de diseño especial de 25 libras y encapsulación de prótesis de maquillaje. Los efectos de maquillaje de Rosemary, madre de Rosemary, y todos los personajes secundarios fue diseñado y creado por Tony Gardner y su compañía Alterian Inc.

## Recepción
En su primer fin de semana en la taquilla de EE. UU., la película se estrenó en el número 2 detrás de Monsters, Inc., con un presupuesto de $ 40.000.000, Amor Ciego recaudó $ 70.703.043 en los Estados Unidos y $70.230.657 dólares a nivel mundial por un total de $ 141.069.860.
Las críticas fueron mixtas. En el sitio web Rotten Tomatoes la película da una puntuación de 51% sobre la base de 121 comentarios, y una nota media de 5.4/10, con el consenso: "Aunque sorprendentemente más dulce y cálida que las anteriores comedias de los hermanos Farrelly, Amor ciego es también menos divertida y más suave." Roger Ebert dio una respuesta positiva de tres de cuatro estrellas, cito, "Amor ciego es a menudo muy divertida, pero también es sorprendente que te mueve a veces".

## Premios
Nominaciones
- Teen Choice Awards
  - 2002 - Película de Comedia
  - 2002 - Actor de Comedia (Jack Black)
  - 2002 - Actriz de Comedia (Gwyneth Paltrow)